# Aspen Beach Provincial Park
Aspen Beach Provincial Park är en park i Kanada.   Den ligger i provinsen Alberta, i den centrala delen av landet, 2 900 km väster om huvudstaden Ottawa. Aspen Beach Provincial Park ligger 895 meter över havet.
Terrängen runt Aspen Beach Provincial Park är platt. Närmaste större samhälle är Sylvan Lake, 18,4 km söder om Aspen Beach Provincial Park. 
Runt Aspen Beach Provincial Park är det mycket glesbefolkat, med 6 invånare per kvadratkilometer.